# Hermigua
Hermigua – gmina położona na północno-wschodnim wybrzeżu wyspy La Gomera, w prowincji Santa Cruz de Tenerife na Wyspach Kanaryjskich. Park Narodowy Garajonay znajduje się 7 km na wschód od miasta Hermigua.
Populacja gminy wynosi 2176 osób (ISTAC, 2004), przy gęstości zaludnienia 47,6 osoby/km² i całkowitej powierzchni 39,12 km².

## Osady
- Hermigua (433)
- Los Aceviños (81)
- Las Cabezadas (62)
- Callejon de Ordaiz (122)
- Las Casas (212)
- El Cedro (29)
- El Corralete (34)
- El Curato (110)
- El Estanquillo (136)
- Las Hoyetas (81)
- Ibo Alfaro (104)
- Llano Campos (94)
- Monteforte (59)
- Las Nuevitas (121)
- El Palmarejo (34)
- Piedra Romana (145)
- Las Poyatas (69)
- Santa Catalina (139)
- El Tabaibal (105)